# 1408
1408 (MCDVIII) fue un año bisiesto comenzado en domingo del calendario juliano.

## Acontecimientos
- 25 de marzo - Se convoca el Concilio de Pisa para tratar de resolver el Cisma de Occidente.
- 16 de septiembre - Thorstein Olafssøn se casa con Sigrid Bjørnsdatter en la iglesia de Hvalsey, es el último evento registrado de la historia nórdica de Groenlandia.
- 13 de diciembre - La Orden del Dragón es oficialmente constituida por el rey Segismundo de Hungría.

## Fallecimientos
- Muhammed VII de Granada, rey nazarí (n. 1370).